# Campeonato Nacional de Rodeo de 2024
El Campeonato Nacional de Rodeo de 2024 fue la 75.ª versión del campeonato que sella la temporada de rodeos de Chile. Se disputó en la Medialuna Monumental de Rancagua entre el 4 y el 7 de abril de 2024.
Los campeones fueron los jinetes Luis Huenchul y Felipe Undurraga en los lomos de las yeguas "Favela" y "Huasteca". Esta collera, representante del Criadero Doña Dominga de la Asociación Colchagua totalizaron 41 puntos buenos (12+5+12+12) en la Serie de Campeones y obtuvieron su primer título nacional.

## Resultados

### Serie de Campeones
| Cuarto Animal 2024 | Cuarto Animal 2024                | Cuarto Animal 2024           | Cuarto Animal 2024       | Cuarto Animal 2024 |
| ------------------ | --------------------------------- | ---------------------------- | ------------------------ | ------------------ |
| Posición           | Jinetes                           | Caballos                     | Asociación               | Puntaje            |
| 1.ª                | Luis Huenchul y Felipe Undurraga  | "Favela" y "Huasteca"        | Colchagua                | 41                 |
| 2.ª                | Diego Tamayo y Pablo Pino         | "Chacarero" y "Fantoche"     | Santiago Oriente         | 37                 |
| 3.ª                | Emiliano Ruiz y Nicolás Barros    | "Patrañas" y "Peumo Marcado" | Cordillera               | 36                 |
| 4.ª                | Pedro Espinoza y Arturo Ríos      | "Relincho" y "Listo No Más"  | Maipo Norte              | 33                 |
| 5.ª                | Juan Ignacio Meza y Diego Pacheco | "Don Gonza" y "Destacado"    | Santiago Sur y Colchagua | 27                 |
| 6.ª                | Emiliano Ruiz y Nicolás Barros    | "Rescate" y "El Colero"      | Cordillera               | 26                 |

### Serie Mixta
- 1.er lugar: Jorge Ortega y Rodrigo Ortega (Asociación San Felipe) en "Juguetona" y "Agravio" con 34 puntos buenos (12+7+10+5) +5.
- 2.º lugar: Criadero Doña Dominga, Luis Huenchul y Felipe Undurraga (Asociación Colchagua) en "Farsante" y "Tintoreado" con 34 (9+8+5+12) +1.
- 3.er lugar: Criadero Rocío de Luna, Raúl Silva y Francisco Matas (Asociación Maipo) en "Bataclana" y "El Colero" con 27 (11+6+7+3).

### Serie Criaderos
- 1.er lugar: Criadero Taitao II, Diego Pacheco y Ricardo Álvarez (Asociación Colchagua) en "Safira" y "Estelita" con 39 puntos buenos (9+7+12+11).
- 2.º lugar: Criadero Peleco, Gustavo Valdebenito y José Manuel Toledo (Asociación Malleco) en "Mamo" e "Hidalgo" con 34 (12+9+4+9).
- 3.er lugar: Criadero Carimallín, Pedro Espinoza y Arturo Ríos (Asociación Maipo) en "Relincho" y "Listo No Más" con 31 (8+9+7+7).

### Serie Caballos
- 1.er lugar: Criadero Palmas de Peñaflor, José Rojas y Alfredo Moreno (Asociación Santiago Sur) en "Remo" y "Pintoso" con 36 puntos buenos (8+11+11+6).
- 2.º lugar: Sebastián Caro y Roberto Pavez (Asociación Curicó) en "Parrandero" y "Afanoso" con 30 (9+9+4+8).
- 3.er lugar: Criadero Las Coscojas, Juan Ignacio Meza y Patricio de la Barra (Asociación Aguanegra) en "El Pancho" y "Sabático II" con 30 (11+7+4+8).

### Serie Yeguas
- 1.er lugar: Jorge Oliva y Felipe Núñez (Asociación Quillota) en "Trasnochada" y "Herencia" con 41 puntos buenos (7+10+11+13).
- 2.º lugar: Pedro Espinoza y Arturo Ríos (Asociación Maipo) en "Revoltosa" y "Alameda" con 35 (6+7+11+11).
- 3.er lugar: Pablo Aninat y Pablo Pino (Asociaciones Quillota y Santiago Oriente) en "Luna Nueva" y "Fernanda" con 33 (9+5+11+8).

### Serie Potros
- 1.er lugar: Criadero Altas Delicias, Cristián Ordóñez y Juan Pablo Aros (Asociación O'Higgins) en "Recatado" y "Garabato" con 34 puntos buenos (8+13+8+5).
- 2.º lugar: Francisco Infante y Johnny Aravena (Asociación Melipilla) en "Estupendo" y "Rescoldo" con 31 (10+12+5+4).
- 3.er lugar: Branco Vidal y Francisco Mena (Asociación Quillota) en "Sacafilo" y "Cambió Mi Suerte" con 27 (13+6+7+1).

### Primera Serie Libre A
- 1.er lugar: Fernando Alcalde y Diego Ordóñez (Asociación Valdivia) en "Así es la Vida" y "Poncho al Hombro" con 41 puntos buenos (11+12+7+11).
- 2.º lugar: Criadero Alucarpa, Rafael Melo y Sebastián Ibáñez (Asociación Valdivia) en "Elemento" y "Encapuchao" con 39 (11+8+8+12).
- 3.er lugar: Alberto Mohr y Luis Alfonso Angulo (Asociación Osorno) en "Aristócrata" y "Candelabro" con 37 (10+6+8+13).
- 4.º lugar: José Manuel Carril y Diego Tamayo (Asociación O'Higgins) en "Chincolito" y "Tentado" con 36 (9+7+12+8).
- 5.º lugar: Criadero Agua de los Campos y Maquena, Cristóbal Cortina y Gonzalo Abarca (Asociación Santiago Sur) en "Chiloco" y "Felito" con 35 (7+8+10+10).

### Primera Serie Libre B
- 1.er lugar: Criadero Palmas de Peñaflor, Alfredo Moreno y Luis Eduardo Cortés (Asociación Santiago Sur) en "Tay Mal" y "Huasita" con 31 puntos buenos (8+10+5+8).
- 2.º lugar: Francisco Mena y Branco Vidal (Asociación Maipo Norte) en "Saca Filo" y "Cambió Mi Suerte" con 30 (10+4+5+11).
- 3.er lugar: Criadero Rocío de Luna, Francisco Matas y Claudio López (Asociación Maipo Norte) en "Dicha" y "Bondadoso" con 30 (11+4+4+11).
- 4.º lugar: Hugo Navarro y Alfonso Navarro (Asociación Curicó) en "Oculto" y "Regalón" con 30 (7+7+10+6).
- 5.º lugar: Miguel Parra y Cristian Medina (Asociación Ñuble) en "Nochero" y "Más Mejor" con 30 (7+5+8+10).

### Segunda Serie Libre A
- 1.er lugar: Criadero Alucarpa, Jorge Gómez y Maximiliano Barrientos (Asociación Valdivia) en "Encapuchao" y "Chambriao" con 31 puntos buenos (11+11+4+5).
- 2.º lugar: Felipe Araneda y Sebastián Arriagada (Asociación El Libertador) en "Bizcocho" y "Carioca" con 30 (9+9+5+7).
- 3.er lugar: Criadero Manantiales de Pelarco, Rufino Hernández y Juan Ignacio Vargas (Asociación Talca Oriente) en "Ahora Sí" y "Negra Linda" con 27 (8+9+1+9).
- 4.º lugar: Criadero Loma Suave, Matías Sepúlveda y Nicolás Sepúlveda (Asociación Talca Oriente) en "Muy Esperada" y "Kenita" con 25 (12+4+9+0).

### Segunda Serie Libre B
- 1.er lugar: Criadero Agua de los Campos y Maquena, Cristóbal Cortina y Gonzalo Abarca (Asociación Santiago Sur) en "Felito" y "Chiloco" con 37 puntos buenos (7+12+8+10).
- 2.º lugar: Sebastián Caro y Roberto Pavez (Asociación Curicó) en "Afanoso" y "Altiro" con 34 (6+10+10+8).
- 3.er lugar: Francisco Cardemil y Nicolás Cardemil (Asociación Aguanegra) en "Tristeza" y "Gitana" con 31 (8+10+8+5).
- 4.º lugar: José Miguel Almendras y Matías Almendras (Asociación Bío Bío) en "India Blanca" y "Tonada" con 30 (8+8+5+9).

### Movimiento de la rienda femenino
- Campeón: Josefina Easton (Asociación Aysén) en "Año Nuevo" con 57 puntos.
- Segundo campeón: Yeny Troncoso (Asociación Ñuble Cordillera) en "Escapada" con 53.

### Movimiento de la rienda masculino
- Campeón: Luis Eduardo Cortés (Asociación Santiago Sur) en "Palmeña" con 64+18 puntos.
- Segundo campeón: Emmanuel Silva (Asociación Talagante) en "Agraciao" con 64+17.

## Clasificatorios
En agosto de 2023 el directorio de la Federación Deportiva Nacional del Rodeo Chileno dio a conocer la fecha y las sedes de los rodeos clasificatorios.
- 23, 24 y 25 de febrero de 2024: Rodeo Clasificatorio Zona Sur, Villarrica (Asociación Cautín).
- 1, 2 y 3 de marzo de 2024: Rodeo Clasificatorio Zona Centro, San Clemente (Asociación Talca).
- 8, 9 y 10 de marzo de 2024: Rodeo Clasificatorio Zona Norte, El Convento (Asociación Litoral Central).
- 15, 16 y 17 de marzo de 2024: Rodeo Clasificatorio de Repechaje Zona Centro Sur, San Carlos (Asociación Ñuble).
- 22, 23 y 24 de marzo de 2024: Rodeo Clasificatorio de Repechaje Zona Centro Norte, Melipilla (Asociación Melipilla).

### Clasificatorio Zona Sur de Villarrica
- 1.er lugar: Criadero Santa Bárbara de los Guaicos, Alejandro Loaiza y Juan Carlos Loaiza (Asociación Valdivia) en "Icono" e "Hinojo" con 31 puntos buenos (8+8+7+8).[5]
- 2.º lugar: Criadero Los Alerces, Nelson García y Hernán Löbel (Asociación Magallanes) en "Regalón" y "Buen Amigo" con 29 (12+4+6+7).
- 3.er lugar: Roberto Sandoval y Nicolás Frohlich (Asociación Osorno) en "Inocencia" y "Diablura" con 28 (7+7+7+7).

### Clasificatorio Zona Centro de San Clemente
- 1.er lugar: Nicolás Barros y Emiliano Ruiz (Asociación Cordillera) en "Patrañas" y "Peumo Marcado" con 33 puntos buenos (4+9+11+9).[6]
- 2.º lugar: Juan Ignacio Meza y Diego Pacheco (Asociaciones Santiago Sur y Colchagua) en "Don Gonza" y "Destacado" con 31 (5+13+8+5).
- 3.er lugar: Francisco Cardemil y Nicolás Cardemil (Asociación Aguanegra) en "Tristeza" y "Gitana" con 30 (8+5+9+8).

### Clasificatorio Zona Norte de El Convento
- 1.er lugar: Criadero Lo Miranda, Gonzalo Rodolfo Vial y Diego Meza (Asociación Santiago Poniente) en "Orégano" y "Maitén" con 33 (8+8+12+5).[7]
- 2.º lugar: Criadero Palmas de Peñaflor, Francisco Moreno y Luis Eduardo Cortés (Asociación Santiago Sur) en "Canciller" y "Peregrina II" con 29 (8+7+10+4).
- 3.er lugar: Criadero Agua de los Campos y Maquena, Cristóbal Cortina y Gonzalo Abarca (Asociación Santiago Sur) en "Chiloco" y "Felito" con 28 (8+5+11+4).

### Clasificatorio Repechaje Zona Centro Sur de San Carlos
- 1.er lugar: Ernesto Arredondo y Hermann Sperberg (Asociación Bío Bío) en "Oriundo" y "Tacaño" con 39 puntos buenos (8+8+11+12).[8]
- 2.º lugar: Vittorio Cavalieri y Diego Soto (Asociación Río Rahue) en "Buen Recuerdo" y "Santo Negro" con 35 (7+7+10+11) +13.
- 3.er lugar: Miguel Parra y Cristian Medina (Asociación Ñuble) en "Nochero" y "Más Mejor" con 35 puntos buenos (7+9+12+7) +11.

### Clasificatorio Repechaje Zona Centro Norte de Melipilla
- 1.er lugar: Pedro Antonio Huerta y Pedro Manuel Huerta (Asociación Valparaíso) en "Tempranero" y "Mercenario" con 34 puntos buenos (12+7+6+9).[9]
- 2.º lugar: Miguel Ugalde y Juan Martínez (Asociación El Libertador) en "Querubín" y "Armonioso" con 33 (4+11+7+11).
- 3.er lugar: Criadero Carimallín, Pedro Espinoza y Arturo Ríos (Asociación Maipo Norte) en "Relincho" y "Listo No Más" con 29 (8+4+11+6).

## Cuadro de honor temporada 2023-2024

### Jinetes
1. Felipe Undurraga
2. Luis Huenchul
3. Pablo Pino
4. Diego Tamayo
5. Emiliano Ruiz
6. Nicolás Barros
7. Pedro Espinoza
8. Juan Ignacio Meza
9. Arturo Ríos
10. Diego Pacheco

### Caballos
1. Peumo Marcado
2. Patrañas
3. Relincho
4. Listo No Más
5. Don Gonza
6. Destacado
7. Despacito
8. Cambalache
9. Puqui
10. Altiro

### Yeguas
1. Huasteca
2. Favela
3. Bien Pagada
4. Pituca
5. Iloca
6. Lunática
7. Huasita
8. Fantasía
9. Carioca
10. Linda Noche

### Potros
1. Fantoche
2. Chacarero
3. Colero
4. Rescate
5. Escribano
6. Calicanto
7. Alcahuete
8. Chapeado
9. Regalón
10. Felito